# Ivan Pavić
Ivan Pavić (* 30. September 1981 in Burghausen) ist ein ehemaliger kroatischer und deutscher Basketballspieler und späterer -trainer.

## Karriere
Pavić begann seine Karriere in der Basketball-Bundesliga bei den Brose Baskets Bamberg im Jahre 2002. Zuvor war er drei Jahre beim Kooperationspartner TSV Tröster Breitengüßbach in der 2. Basketball-Bundesliga aktiv. Nach seiner Karriere bei den Brose Baskets wechselte nach einer längeren Pause wieder zum Kooperationspartner Breitengüßbach in die ProB, einem Teil der 2. Basketball-Bundesliga. Nach dem Abstieg von Breitengüßbach in die Regionalliga und dem Aufstieg des 1. FC Baunach in die ProB wechselte er zu Baunach. Dort war er ursprünglich als Spieler vorgesehen, übernahm dann aber im November 2013 den Trainerposten.
Im Mai 2014 trennten sich ursprünglich die Wege von Pavić und den Brose Baskets bzw. den angeschlossenen Kooperationsvereinen, da sie unterschiedliche Vorstellungen über die zukünftige Zusammenarbeit hatten. Im Juli 2014 wurde diese Entscheidung wieder revidiert, durch den Trainerwechsel bei den Brose Baskets (Chris Fleming wurde beurlaubt) hatte sich die Möglichkeit der Weiterbeschäftigung von Pavić ergeben. Er war weiterhin Trainer beim 1. FC Baunach und kümmerte sich außerdem um das Individualtraining von Nachwuchsspielern und die Zusammenarbeit zwischen Baunach und den Brose Baskets.
Die Zusammenarbeit wurde im Sommer 2015 beendet. Anschließend war er unter anderem als Scout für den Zweitligisten Oettinger Rockets Gotha tätig.
Am 31. Januar 2017 wurde Pavic neuer Cheftrainer der Gothaer, die sich zuvor von ihrem Headcoach Chris Ensminger getrennt hatten. Er führte die Thüringer im Frühjahr 2017 ins ProA-Finale, was gleichbedeutend mit dem Aufstieg in die Basketball-Bundesliga und dem bis dahin größten Erfolg der Vereinsgeschichte war. Der Klassenerhalt in der Bundesliga-Saison 2017/18 wurde verpasst. Die Mannschaftsleitung schaffte es anschließend nicht, die „wirtschaftlichen Rahmenbedingungen“ für die 2. Bundesliga ProA aufzustellen, der Zweitliga-Startplatz in der Saison 2018/19 wurde deshalb nicht angetreten. Damit endete Pavićs Amtszeit bei den Thüringern.

## Beteiligung an Fußball-Wettskandal
Im Zuge der Ermittlungen während des Fußball-Wettskandals 2009 wurde bekannt, dass Pavić in diesen Wettskandal involviert war. Er wurde 2011 zusammen mit anderen Beschuldigten zu zwei Jahren Haft auf Bewährung verurteilt. Sowohl Pavic als auch die Staatsanwaltschaft legten Revision gegen das Urteil ein, aufgrund der Revision der Staatsanwaltschaft wurde das Urteil vom Bundesgerichtshof wieder aufgehoben und die Strafsache wurde erneut verhandelt.  Nach erneuter Verhandlung wurde Pavic zu einer Freiheitsstrafe von einem Jahr und 10 Monaten verurteilt. Die Freiheitsstrafe wurde zur Bewährung ausgesetzt. Das Urteil ist rechtskräftig.